# Nintendogs + Cats
Nintendogs + Cats (japonsky ニンテンドッグス＋キャッツ, Nintendoggusu + Kjaccu) je simulátor chovu psů a koček pro Nintendo 3DS. Jedná se o sequel hry Nintendogs pro Nintendo DS. Byla vydána v roce 2011.
Jedná se o simulátor chovu koček a psů, které je možno cvičit (pomocí hlasových rozkazů), nebo se s nimi účastnit na soutěžích. Hra používá také kameru, takže psy a kočky mohou později rozpoznávat hráče. Hra používá také virtuální realitu.